# Arundel Museum
Het Arundel Museum is een museum in de stad Arundel in West Sussex, op een steenworp van de zuidkust van Engeland. Het museum wordt geëxploiteerd door de Arundel Museum Society, een bij de overheid geregistreerde instelling van algemeen nut. Het museum wordt bemand door vrijwilligers en is voor z'n voortbestaan afhankelijk van contributies van abonnementhouders en donaties, en activiteiten waarmee inkomsten worden gegenereerd.

## Geschiedenis

### Stichting in een kelder
De Arundel Museum Society werd in 1963 opgericht door een groep lokale bewoners. Het erfgoed van Arundel werd op dat moment bedreigd door nieuwbouwplannen en was in het algemeen ondergewaardeerd. De society stelde zich ten doel om zoveel mogelijk van het verleden van Arundel te redden en conserveren, en streefde ernaar om een museum op te richten met hulp van de regionale historicus Roy Armstrong en archeoloog Con Ainsworth.
In maart 1964 werd het eerste museum ingericht in de oude gevangeniscellen onder het gemeentehuis van Arundel. In deze tot de verbeelding sprekende maar krappe en vochtige omgeving bouwde de society een tentoonstelling over de geschiedenis van Arundel en de omliggende dorpen. Vanaf het begin draaide het museum volledig op vrijwilligers. Het museum was een van de eerste onafhankelijke musea in de regio, maar het had beperkingen.

### De jaren aan High Street
De eerste grote verbetering voor het museum kwam in 1975, toen de Borough Council Offices aan de High Street nummer 61 leeg kwamen te staan als gevolg van een grote reorganisatie van het lokale bestuur (de "Local Government Act 1972"). De Arun District Council bood de Arundel Museum Society een huurcontract aan voor het gebouw in georgiaanse stijl, met monumentale status. De society ging op het aanbod in en richtte een nieuw museum in, dat in 1977 werd geopend. De Arundel Museum Society werd daarbij een geregistreerde instelling van algemeen nut onder het nummer 273790.
Tijdens de jaren 80 en 90 van de twintigste eeuw kreeg de society te maken met een aantal uitdagingen. De eisen van goed curatorschap werden strenger, en conserveringstechnieken werden gecompliceerder en wetenschappelijker. Er kwam een nieuwe nationale structuur voor het bestuur van musea en galerieën, met daarbij de verplichting voor musea om een registratie te verwerven die aantoonde dat ze voldeden aan bepaalde minimumeisen voor goed curatorschap. Het Arundel Museum was het eerste museum in de regio dat zo'n MLA-registratie verwierf.
Het museum groeide uit naar acht tentoonstellingsruimten. In 2000 werden de door de vrijwilligers verzamelde gegevens over oral history gepubliceerd in het boek "Arundel Voices". Het museum ontving een gift waarmee een tentoonstelling over de haven van Arundel kon worden gebouwd. Dit ging gepaard met de introductie van een nieuwe stadswandeling, gemarkeerd door middel van aardewerken bordjes van een lokale pottenbakker. In 2004 werd er een kunstgalerie ingericht om tentoonstellingen te houden. Er werd een vast programma aangeboden van stadswandelingen, lezingen en korte cursussen, en er konden schoolreisjes ontvangen worden. In 2005 werd een nieuwe formele eis van de MLA van kracht onder de naam "Accreditation" (geloofwaardigheid). Deze bracht opnieuw strengere eisen met zich mee, waaronder die van grondige documentatie van de collectie. Het Arundel Museum was opnieuw een van de eerste musea in de regio die voldeden aan de nieuwe standaard.

### Een onzekere toekomst
In 2000 was de toekomst van het Arundel Museum onzeker geworden doordat de Arun District Council het pand High Street 61 wilde verkopen en het huurcontract niet zou verlengen. De society ging op zoek naar een alternatief gebouw maar slaagde er niet in dat te vinden. Terwijl er op de achtergrond werd gewerkt aan plannen voor een nieuw gebouw, moest het museum in de herfst van 2007 het pand aan High Street verlaten. De vrijwilligers van het museum namen, onder leiding van een professionele curator, de taak op zich om alle voorwerpen in te pakken en naar een opslag over te brengen.
Het Arundel Museum kon vanaf 2008 voorkomen dat het helemaal uit het straatbeeld verdween door het openen van een tijdelijke expositie in portocabins, gesponsord door lokale bedrijven, naast het parkeerterrein aan Mill Road. In oktober 2011 verhuisde het museum nog een keer vanuit de portocabins naar opnieuw een tijdelijke locatie in Crown Yard Mews, waar het tevens als informatiecentrum van Arundel dienstdeed.

### Redding
Intussen waren in 2008 de Angmering Park Estate Trust en de Norfolk Estate te hulp geschoten met een toekomstplan voor het museum. Zij kwamen overeen om samen te zorgen voor een toplocatie voor een nieuw gebouw, midden in het toeristische gedeelte van de stad. De plek die ze daarvoor op het oog hadden was tegenover de Lower Gate van Arundel Castle, waar zich op dat moment St Nicholas Hall bevond.
Vanaf dat moment moest de Arundel Museum Society twee doelen zien te verwezenlijken:
- Er moest een ontwerp komen voor een nieuw gebouw. De architect Graham Whitehouse maakte tekeningen voor het nieuwe gebouw. Jonothan Potter maakte in nauwe samenwerking met het museum een plan voor de inrichting.
- Er moest een bedrag van 1,6 miljoen pond bijeengebracht worden voor de bouw en inrichting van een nieuw museum. De eerste stap was om een schenking van het National Lottery Heritage Fund (voorheen Heritage Lottery Fund (HLF)) te vragen.

De aanvraag van een omgevingsvergunning werd in maart 2009 succesvol afgerond. Begin 2010 werd bekend dat de eerste subsidieaanvraag bij het HLF was toegekend. Dit hield in dat het HLF een bedrag van 102.800 pond toezegde om een meer gedetailleerd plan uit te werken om dat in te kunnen dienen voor een tweede aanvraag voor maximaal 888.000 pond. Die tweede aanvraag werd in november 2010 bij het HLF ingediend.
Eind maart 2011 hoorde de society dat de tweede aanvraag bij het HLF, voor een bedrag van 888.000 pond, was toegekend als bijdrage in de totaal begrote kosten van 1.414.500 pond. Deze subsidie, samen met een bedrag van 385.500 pond van de Arun District Council de 50.000 pond die het jaar ervoor lokaal was ingezameld, en nog wat gelden uit andere bronnen, maakte de nieuwbouw mogelijk.
De bouw begon in februari 2012 met de sloop van St Nicholas Hall. Hierna volgde een archeologisch onderzoek. Vlak nadat het onderzoek afgelopen was en de uitslag bekend, begon men met de bouw van het nieuwe museum.

### Het nieuwe museum
Het nieuwe museumgebouw, aan de rivier de Arun en tegenover de benedenpoort (Engels: Lower Gate) van Arundel Castle, werd op 24 juni 2013 door de hertog van Norfolk geopend.